# 15 і вагітна
«15 і вагітна» — телевізійна драма з Кірстен Данст, Парком Оверолом і Девідом Ендрюсом у головних ролях. Кірстен Данст зображує 15-річну вагітну дівчину.

## Сюжет
Тіна — п'ятнадцятирічна школярка, яка завагітніла від хлопця, який кинув її. Перед нею стоїть вибір — стати матір'ю-одиначкою, зробити аборт чи віддати дитину в притулок. До того ж Тіна не знає як розповісти батькам — консервативним вірянам.

## У ролях
| Актор             | Роль            |
| ----------------- | --------------- |
| Кірстен Данст     | Тіна Спенглер   |
| Парк Оверол       | Еві Спенглер    |
| Девід Ендрюс      | Кел Спенглер    |
| Закарі Рей Шерман | Адам Спенглер   |
| Джуліан Вілан     | Рейчел Спенглер |
| Деніел Кунц       | Рей Вуд         |
| Кеті Сакхофф      | Карен Готарус   |

## Створення фільму

### Виробництво
Зйомки фільму проходили в Портленді та Шервуді, Орегон, США.

### Знімальна група
- Кінорежисер — Сем Пілсберрі
- Сценарист — Сюзан Кускунао
- Композитор — Стівен Едварсіс
- Кінооператор — Джеймс Батл
- Кіномонтаж — Майкл С. Мерфі
- Художник-постановник — Браян Раймонд
- Художники по костюмах — Розалі Воллес[1].

## Сприйняття

### Критика
Фільм отримав позитивні відгуки. На сайті Rotten Tomatoes оцінка стрічки становить 63 % від глядачів із середньою оцінкою 3,4/5 (7 468 голосів). Фільму зарахований «попкорн» від глядачів, Internet Movie Database — 5,8/10 (1 939 голосів).

### Номінації та нагороди
| Нагороди та номінації фільму «15 і вагітна» | Нагороди та номінації фільму «15 і вагітна» | Нагороди та номінації фільму «15 і вагітна» | Нагороди та номінації фільму «15 і вагітна» | Нагороди та номінації фільму «15 і вагітна» | Нагороди та номінації фільму «15 і вагітна» |
| Рік                                         | Кінофестиваль/кінопремія                    | Категорія/нагорода                          | Номінант                                    | Результат                                   |                                             |
| ------------------------------------------- | ------------------------------------------- | ------------------------------------------- | ------------------------------------------- | ------------------------------------------- | ------------------------------------------- |
| 1998                                        | «Молода зірка»                              | Найкраща акторка в міні-серіалі/телефільмі  | Кірстен Данст                               | Перемога                                    |                                             |